# Fimbulova ledena polica
Fimbulova ledena polica je ledena polica, dolga približno 200 km in široka 100 km, ki jo obdaja ledenik Jutulstraumen, ki meji na obalo Dežele kraljice Maud od 3 °Z do 3 °V. Iz zraka jo je prvič posnela tretja nemška antarktična ekspedicija (1938–39) ter bila nato na zemljevidu označena s strani norveških kartografov s pomočjo zračnih fotografij norveško-britansko-švedske antarktične ekspedicije (1949–1952) in zračnih fotografij norveške odprave (1958–59). Poimenovana je bila Fimbulisen (velikanski led).